# Goyazia
Goyazia, biljni rod iz porodice gesnerijevki sa 3 vrste rasprostranjene u Brazilu. Dio je podtribusa Gloxiniinae.

## Etimologija
Ime je dobio po Goyazu (ili Villa-Boa de Goyaz), u Brazilu.

## Opis roda
Goyazia je višegodišnji zeljasti rizomatozni biljni rod od tri vrste. Kao brazilski rod, izdvaja se među Gloxiniinae, koji su prvenstveno srednjoamerički s proširenjem u sjevernu Južnu Ameriku. Čini se da je Goyaziji najbliži srodnik Moussonia i Gloxinia. Raste na vlažnim i mahovinastim stijenama, a zimi miruje. .